# I liga argentyńska w piłce nożnej (1985)
Ze względu na reformę ligi w sezonie 1985 rozegrano jedynie mistrzostwa ogólnokrajowe Campeonato Nacional (była to jednocześnie ostatnia edycja Campeonato Nacional). Celem reformy było utworzenie jednej ligi dla całej Argentyny. Pierwsza liga stołeczna Metropolitano miała stać się odtąd ligą ogólnonarodową, a zespoły prowincjonalne uzyskały teoretyczną możliwość awansu do niej. Ponadto pierwsza liga przeszła z dotychczasowego systemu jesień-wiosna na system wiosna-jesień, zatem następny sezon miał być rozegrany na przełomie lat 1985 i 1986.
W skróconym sezonie 1985 mistrzostwo zdobył klub Argentinos Juniors, natomiast wicemistrzem Argentyny został klub CA Vélez Sarsfield.

## Campeonato Nacional 1985

### Grupa A
| Data           | Mecz |
| -------------- | --- |
| 17 lutego 1985 | Santamarina Tandil – CA Platense 2:1 Luis A. Sánchez Sotelo s, Raúl Sommi – Carlos A. Alfaro Moreno mecz rozegrany został na stadionie Estadio Municipal General San Martín |
| 17 lutego 1985 | Estudiantes La Plata – Racing Córdoba 4:0 Rubén J. Agüero, José D. Ponce, Sergio Gurrieri, José R. Iglesias                                                                 |
| 24 lutego 1985 | Estudiantes La Plata – Santamarina Tandil 1:0 José R. Iglesias |
| 24 lutego 1985 | Racing Córdoba – CA Platense 0:1 Daniel O. Leani |
| 3 marca 1985   | Santamarina Tandil – Racing Córdoba 1:2 Abel A. Coria – Víctor H. Ferreira (2) mecz rozegrany został na stadionie Estadio Municipal General San Martín                      |
| 3 marca 1985   | CA Platense – Estudiantes La Plata 1:4 Miguel A. Juárez – José R. Iglesias, Armando M. Husillos, Guillermo Trama (2)                                                        |
| 6 marca 1985   | Santamarina Tandil – Estudiantes La Plata 1:1 Eduardo Barbero – Armando M. Husillos mecz rozegrany został na stadionie Estadio Municipal General San Martín                 |
| 6 marca 1985   | CA Platense – Racing Córdoba 1:1 Osvaldo Scigliano – Pascual A. Noriega |
| 10 marca 1985  | Racing Córdoba – Santamarina Tandil 0:1 Raúl Sommi |
| 10 marca 1985  | Estudiantes La Plata – CA Platense 2:0 José R. Iglesias (2) |
| 17 marca 1985  | CA Platense – Santamarina Tandil 1:0 César A. Romero |
| 17 marca 1985  | Racing Córdoba – Estudiantes La Plata 2:0 Miguel A. Rutar, Humberto R. Bravo                                                                                                |

| Poz | Klub                 | Mecze | Zw | Rem | Por | Pkt | BrZd | BrStr |
| --- | -------------------- | ----- | -- | --- | --- | --- | ---- | ----- |
| 1   | Estudiantes La Plata | 6     | 4  | 1   | 1   | 9   | 12   | 4     |
| 2   | Santamarina Tandil   | 6     | 2  | 1   | 3   | 5   | 5    | 6     |
| 3   | Racing Córdoba       | 6     | 2  | 1   | 3   | 5   | 5    | 8     |
| 4   | CA Platense          | 6     | 2  | 1   | 3   | 5   | 5    | 9     |

### Grupa B
| Data           | Mecz |
| -------------- | --- |
| 17 lutego 1985 | CA Temperley – Estudiantes Río Cuarto 3:1 Mario Finarolli, Miguel A. Ballejo, Christian Guaita – Víctor H. Crema |
| 17 lutego 1985 | Altos Hornos Zapla Palpalá – Boca Juniors 1:0 Jorge H. Bacas |
| 24 lutego 1985 | CA Temperley – Altos Hornos Zapla Palpalá 3:1 Mario Finarolli, Miguel A. Ballejo, Oscar A. Moris – Julio A. González (k) |
| 24 lutego 1985 | Estudiantes Río Cuarto – Boca Juniors 1:1 Víctor H. Crema – Carlos A. Rosané s mecz rozegrany został na stadionie Estadio Ciudad de Río Cuarto                                                                              |
| 3 marca 1985   | Altos Hornos Zapla Palpalá – Estudiantes Río Cuarto 1:2 Miguel A. Vacaflor – Mario E. Cariaga, Sergio D. Coleoni mecz rozegrany został na stadionie Estadio Centro Siderúrgico                                              |
| 3 marca 1985   | Boca Juniors – CA Temperley 1:1 José L. Brown – Mario Finarolli mecz rozegrany został na stadionie klubu CA Huracán |
| 6 marca 1985   | Altos Hornos Zapla Palpalá – CA Temperley 1:0 Jorge H. Bacas mecz rozegrany został na stadionie Estadio Centro Siderúrgico                                                                                                  |
| 6 marca 1985   | Boca Juniors – Estudiantes Río Cuarto 7:1 José L. Brown (2), Roberto A. Passucci (2, 1k), Julio J. Olarticoechea, Alfredo Graciani, Carlos D. Tapia – Roberto Mouzo (k) mecz rozegrany został na stadionie klubu CA Huracán |
| 10 marca 1985  | Estudiantes Río Cuarto – Altos Hornos Zapla Palpalá 2:0 Mario E. Cariaga (2) mecz rozegrany został na stadionie Estadio Ciudad de Río Cuarto                                                                                |
| 10 marca 1985  | CA Temperley – Boca Juniors 1:2 Christian Guaita – Mario Finarolli s, Ariel Krasouski |
| 17 marca 1985  | Boca Juniors – Altos Hornos Zapla Palpalá 2:1 José L Brown, Alfredo Graciani – Miguel A. Vacaflor mecz rozegrany został na stadionie klubu CA Huracán                                                                       |
| 17 marca 1985  | Estudiantes Río Cuarto – CA Temperley 5:0 Víctor H. Crema (3), Mario E. Cariaga, Sergio D. Coleoni mecz rozegrany został na stadionie Estadio Ciudad de Río Cuarto                                                          |

| Poz | Klub                       | Mecze | Zw | Rem | Por | Pkt | BrZd | BrStr |
| --- | -------------------------- | ----- | -- | --- | --- | --- | ---- | ----- |
| 1   | Boca Juniors               | 6     | 3  | 2   | 1   | 8   | 13   | 6     |
| 2   | Estudiantes Río Cuarto     | 6     | 3  | 1   | 2   | 7   | 12   | 12    |
| 3   | CA Temperley               | 6     | 2  | 1   | 3   | 5   | 8    | 11    |
| 4   | Altos Hornos Zapla Palpalá | 6     | 2  | 0   | 4   | 4   | 5    | 9     |

### Grupa C
| Data           | Mecz |
| -------------- | --- |
| 17 lutego 1985 | Talleres Córdoba – Independiente 0:3 Alejandro Barberón, José A. Percudani (2)                                                                            |
| 17 lutego 1985 | CA Huracán – Guaraní Antonio Franco Posadas 1:1 Claudio Morresi – Darío Labaroni                                                                          |
| 24 lutego 1985 | Guaraní Antonio Franco Posadas – Independiente 1:0 Julio L. Arce                                                                                          |
| 24 lutego 1985 | CA Huracán – Talleres Córdoba 1:1 Claudio Morresi (k) – Daniel O. Riquelme                                                                                |
| 3 marca 1985   | Independiente – CA Huracán 1:1 Miguel A. Gambier – Claudio Morresi                                                                                        |
| 3 marca 1985   | Talleres Córdoba – Guaraní Antonio Franco Posadas 3:0 José L. Pocchettino, Daniel E. Bustos, Pablo C. Taborda                                             |
| 6 marca 1985   | Independiente – Guaraní Antonio Franco Posadas 3:0 Jorge L. Burruchaga, José A. Percudani (2)                                                             |
| 6 marca 1985   | Talleres Córdoba – CA Huracán 1:0 José L. Pocchettino |
| 10 marca 1985  | Guaraní Antonio Franco Posadas – Talleres Córdoba 2:0 Juan C. Ferreyra (2)                                                                                |
| 10 marca 1985  | CA Huracán – Independiente 3:4 Carlos A. Mendoza, Claudio O. García, Claudio Morresi (k) – Jorge L. Burruchaga (2), Gerardo M. Reinoso, José A. Percudani |
| 17 marca 1985  | Guaraní Antonio Franco Posadas – CA Huracán 2:1 Antonio V. González (2) – Claudio O. García                                                               |
| 17 marca 1985  | Independiente – Talleres Córdoba 0:1 Mario Bevilaqua |

| Poz | Klub                           | Mecze | Zw | Rem | Por | Pkt | BrZd | BrStr |
| --- | ------------------------------ | ----- | -- | --- | --- | --- | ---- | ----- |
| 1   | Independiente                  | 6     | 3  | 1   | 2   | 7   | 11   | 6     |
| 2   | Talleres Córdoba               | 6     | 3  | 1   | 2   | 7   | 8    | 8     |
| 3   | Guaraní Antonio Franco Posadas | 6     | 3  | 1   | 2   | 7   | 6    | 8     |
| 4   | CA Huracán                     | 6     | 0  | 3   | 3   | 3   | 7    | 10    |

### Grupa D
| Data           | Mecz |
| -------------- | --- |
| 17 lutego 1985 | Unión Santa Fe – Gimnasia y Esgrima La Plata 5:0 Ramón Centurión (4), Julio C. Jiménez                   |
| 17 lutego 1985 | River Plate – Cipolletti 3:1 Luis A. Amuchástegui, Jorge Villazán, Néstor Píccoli – Osvaldo Damiano (k)  |
| 23 lutego 1985 | Cipolletti – Gimnasia y Esgrima La Plata 1:1 Carlos G. Russo (k) – Víctor H. Andrada                     |
| 24 lutego 1985 | River Plate – Unión Santa Fe 2:2 Ricardo Gareca, Norberto Alonso (k) – Julio C. Jiménez, Ramón Centurión |
| 2 marca 1985   | Unión Santa Fe – Cipolletti 1:1 Ramón Centurión – Osvaldo Damiano (k)                                    |
| 3 marca 1985   | Gimnasia y Esgrima La Plata – River Plate 0:0                                                            |
| 6 marca 1985   | Gimnasia y Esgrima La Plata – Cipolletti 1:1 Claudio Otermín – Juan E. Strak                             |
| 6 marca 1985   | Unión Santa Fe – River Plate 0:1 Norberto Alonso                                                         |
| 10 marca 1985  | Cipolletti – Unión Santa Fe 0:0                                                                          |
| 10 marca 1985  | River Plate – Gimnasia y Esgrima La Plata 2:0 Oscar Ruggeri, Eduardo Saporiti                            |
| 17 marca 1985  | Cipolletti – River Plate 1:2 Rubén Rota – Jorge Villazán (k), Luis A. Amuchástegui                       |
| 17 marca 1985  | Gimnasia y Esgrima La Plata – Unión Santa Fe 2:1 Norberto H. Toledo, Claudio Otermín – Luis Abdeneve     |

| Poz | Klub                        | Mecze | Zw | Rem | Por | Pkt | BrZd | BrStr |
| --- | --------------------------- | ----- | -- | --- | --- | --- | ---- | ----- |
| 1   | River Plate                 | 6     | 4  | 2   | 0   | 10  | 10   | 4     |
| 2   | Unión Santa Fe              | 6     | 1  | 3   | 2   | 5   | 9    | 6     |
| 3   | Gimnasia y Esgrima La Plata | 6     | 1  | 3   | 2   | 5   | 4    | 10    |
| 4   | Cipolletti                  | 6     | 0  | 4   | 2   | 4   | 5    | 8     |

### Grupa E
| Data           | Mecz |
| -------------- | --- |
| 17 lutego 1985 | Huracán Las Heras – Newell’s Old Boys 1:1 Mario R. Moyano (k) – Sergio O. Almirón mecz rozegrany został na stadionie Estadio Malvinas Argentinas                                                      |
| 17 lutego 1985 | San Lorenzo de Almagro – Círculo Deportivo Comandante Nicanor Otamendi 4:0 Walter Perazzo (2), Rubén Insúa, Rubens Navarro mecz rozegrany został na stadionie klubu Atlanta Buenos Aires              |
| 23 lutego 1985 | Círculo Deportivo Comandante Nicanor Otamendi – Newell’s Old Boys 0:2 Dalcio Giovagnoli, Gustavo A. Dezotti mecz rozegrany został na stadionie Estadio Ciudad de Mar del Plata                        |
| 24 lutego 1985 | San Lorenzo de Almagro – Huracán Las Heras 0:0 mecz rozegrany został na stadionie klubu Atlanta Buenos Aires                                                                                          |
| 1 marca 1985   | Newell’s Old Boys – San Lorenzo de Almagro 1:1 Jorge Theiler – Rubén D. Insúa |
| 3 marca 1985   | Huracán Las Heras – Círculo Deportivo Comandante Nicanor Otamendi 3:1 Mario R. Moyano, Oscar Más, Guillermo Guirado – José F. De Pedro mecz rozegrany został na stadionie Estadio Malvinas Argentinas |
| 6 marca 1985   | Huracán Las Heras – San Lorenzo de Almagro 3:2 José A. Bravo, Rubén A. Gómez (2) – Jorge N. Higuaín, Walter Perazzo mecz rozegrany został na stadionie Estadio Malvinas Argentinas                    |
| 7 marca 1985   | Newell’s Old Boys – Círculo Deportivo Comandante Nicanor Otamendi 3:2 Sergio O. Almirón (2), Gerardo D. Martino – Juan C. Surace, Oscar A. Delarroca                                                  |
| 10 marca 1985  | Círculo Deportivo Comandante Nicanor Otamendi – Huracán Las Heras 3:0 Mario L. Vera, Juan C. Surace mecz rozegrany został na stadionie Estadio General San Martín                                     |
| 10 marca 1985  | San Lorenzo de Almagro – Newell’s Old Boys 1:1 Carlos A. Macat s – Raúl O. Vargas Ríos mecz rozegrany został na stadionie klubu Atlanta Buenos Aires                                                  |
| 17 marca 1985  | Newell’s Old Boys – Huracán Las Heras 1:1 Sergio O. Almirón – Rubén A. Gómez |
| 17 marca 1985  | Círculo Deportivo Comandante Nicanor Otamendi – San Lorenzo de Almagro 0:2 Jorge N. Higuaín, Juan A. Crespín mecz rozegrany został na stadionie Estadio Ciudad de Mar del Plata                       |

| Poz | Klub                                          | Mecze | Zw | Rem | Por | Pkt | BrZd | BrStr |
| --- | --------------------------------------------- | ----- | -- | --- | --- | --- | ---- | ----- |
| 1   | Newell’s Old Boys                             | 6     | 2  | 4   | 0   | 8   | 9    | 6     |
| 2   | San Lorenzo de Almagro                        | 6     | 2  | 3   | 1   | 7   | 10   | 5     |
| 3   | Huracán Las Heras                             | 6     | 2  | 3   | 1   | 7   | 8    | 8     |
| 4   | Círculo Deportivo Comandante Nicanor Otamendi | 6     | 1  | 0   | 5   | 2   | 6    | 14    |

### Grupa F
| Data           | Mecz |
| -------------- | --- |
| 17 lutego 1985 | Chacarita Juniors – Belgrano Córdoba 1:0 Gustavo Yalvé mecz rozegrany został na stadionie klubu Villa Dálmine Buenos Aires                                                           |
| 17 lutego 1985 | Argentinos Juniors – Central Norte Salta 8:0 Mario H. Videla, Pedro P. Pasculli (5, 1k), Adrián Domenech, José A. Castro mecz rozegrany został na stadionie klubu Ferro Carril Oeste |
| 24 lutego 1985 | Argentinos Juniors – Chacarita Juniors 1:0 Pedro P. Pasculli mecz rozegrany został na stadionie klubu Ferro Carril Oeste                                                             |
| 24 lutego 1985 | Central Norte Salta – Belgrano Córdoba 2:2 Ramón O. Viera (2) – José L. Leyva (2) |
| 3 marca 1985   | Chacarita Juniors – Central Norte Salta 3:0 Gustavo Yalvé, Enrique E. Borrelli, Amadeo Gasparini mecz rozegrany został na stadionie klubu Villa Dálmine Buenos Aires                 |
| 3 marca 1985   | Belgrano Córdoba – Argentinos Juniors 2:4 Carlos A. Guerini, Carlos V. Squeo – Mario H. Videla, Juan J. López (2), Pedro P. Pasculli                                                 |
| 6 marca 1985   | Chacarita Juniors – Argentinos Juniors 2:2 Leonardo Itabel, Enrique E. Borrelli – Adrián Domenech, Sergio Batista                                                                    |
| 7 marca 1985   | Belgrano Córdoba – Central Norte Salta 1:1 Miguel A. Ludueña – Ramón O. Viera |
| 10 marca 1985  | Central Norte Salta – Chacarita Juniors 1:0 José A. Luñiz |
| 10 marca 1985  | Argentinos Juniors – Belgrano Córdoba 1:1 Mario H. Videla – José L. Leyva mecz rozegrany został na stadionie klubu Ferro Carril Oeste                                                |
| 17 marca 1985  | Belgrano Córdoba – Chacarita Juniors 2:5 José L. Leyva (2) – Gustavo Yalvé (3), Sergio A. Escudero, Jorge Gáspari s                                                                  |
| 17 marca 1985  | Central Norte Salta – Argentinos Juniors 0:0 |

| Poz | Klub                | Mecze | Zw | Rem | Por | Pkt | BrZd | BrStr |
| --- | ------------------- | ----- | -- | --- | --- | --- | ---- | ----- |
| 1   | Argentinos Juniors  | 6     | 3  | 3   | 0   | 9   | 16   | 5     |
| 2   | Chacarita Juniors   | 6     | 3  | 1   | 2   | 7   | 11   | 6     |
| 3   | Central Norte Salta | 6     | 1  | 3   | 2   | 5   | 4    | 14    |
| 4   | Belgrano Córdoba    | 6     | 0  | 3   | 3   | 3   | 8    | 14    |

### Grupa G
| Data           | Mecz |
| -------------- | --- |
| 17 lutego 1985 | San Martín Tucumán – Juventud Alianza Santa Lucía 4:0 Roque R. Martínez, Humberto D. Gutiérrez (2), José L. Román                                 |
| 17 lutego 1985 | Argentino Santa Fe – CA Vélez Sarsfield 1:1 Edgardo Meubry – Eduardo D. Hernández                                                                 |
| 24 lutego 1985 | Juventud Alianza Santa Lucía – CA Vélez Sarsfield 1:2 Jorge A. Muñoz – Jorge A. Comas, Jorge L. Gabrich                                           |
| 24 lutego 1985 | San Martín Tucumán – Argentino Santa Fe 4:0 Juan C. Torales, Humberto D. Gutiérrez (2, 1k), Ricardo Troitiño                                      |
| 3 marca 1985   | Argentino Santa Fe – Juventud Alianza Santa Lucía 2:0 Manuel O. Herrera, Edgardo Meubry                                                           |
| 3 marca 1985   | CA Vélez Sarsfield – San Martín Tucumán 3:3 Eduardo D. Hernández, Jorge L. Gabrich, Mario B. Lucca – Humberto D. Gutiérrez (2), Roque R. Martínez |
| 6 marca 1985   | Argentino Santa Fe – San Martín Tucumán 1:0 Juan A. Cardozo (k)                                                                                   |
| 7 marca 1985   | CA Vélez Sarsfield – Juventud Alianza Santa Lucía 3:0 Jorge A. Comas (2), Eduardo D. Hernández                                                    |
| 10 marca 1985  | Juventud Alianza Santa Lucía – Argentino Santa Fe 3:1 Jorge A. Muñoz (2), Jorge R. Pereyra – Juan A. Cardozo                                      |
| 10 marca 1985  | San Martín Tucumán – CA Vélez Sarsfield 1:0 Juan C. Torales                                                                                       |
| 17 marca 1985  | Juventud Alianza Santa Lucía – San Martín Tucumán 0:0                                                                                             |
| 17 marca 1985  | CA Vélez Sarsfield – Argentino Santa Fe 2:0 Eduardo D. Hernández, Jorge L. Gabrich                                                                |

| Poz | Klub                         | Mecze | Zw | Rem | Por | Pkt | BrZd | BrStr |
| --- | ---------------------------- | ----- | -- | --- | --- | --- | ---- | ----- |
| 1   | San Martín Tucumán           | 6     | 3  | 2   | 1   | 8   | 12   | 4     |
| 2   | CA Vélez Sarsfield           | 6     | 3  | 2   | 1   | 8   | 11   | 6     |
| 3   | Argentino Santa Fe           | 6     | 2  | 1   | 3   | 5   | 5    | 10    |
| 4   | Juventud Alianza Santa Lucía | 6     | 1  | 1   | 4   | 3   | 4    | 12    |

### Grupa H
| Data           | Mecz |
| -------------- | --- |
| 17 lutego 1985 | Instituto Córdoba – Deportivo Español 3:1 Sergio N. González, Osvaldo Mattei, Oscar Dertycia – Raúl Schmidt                                 |
| 17 lutego 1985 | Juventud Antoniana Salta – Ferro Carril Oeste 0:1 Hugo Noremberg mecz rozegrany został na stadionie klubu Central Norte Salta               |
| 24 lutego 1985 | Deportivo Español – Ferro Carril Oeste 0:1 Víctor H. Marchesini                                                                             |
| 24 lutego 1985 | Instituto Córdoba – Juventud Antoniana Salta 3:2 Oscar Dertycia, Osvaldo Mattei (2) – Edgardo Fuillerat (2)                                 |
| 3 marca 1985   | Juventud Antoniana Salta – Deportivo Español 0:1 Víctor Aybar s                                                                             |
| 3 marca 1985   | Ferro Carril Oeste – Instituto Córdoba 3:1 Esteban F. González (2), Alberto Márcico – Oscar Dertycia                                        |
| 6 marca 1985   | Ferro Carril Oeste – Deportivo Español 0:0                                                                                                  |
| 6 marca 1985   | Juventud Antoniana Salta – Instituto Córdoba 1:0 Héctor F. López                                                                            |
| 10 marca 1985  | Deportivo Español – Juventud Antoniana Salta 5:1 Claudio Nigretti, Luis R. Moreno, Jorge A. Vázquez (2), José L. Rodríguez – Walter Lássaro |
| 10 marca 1985  | Instituto Córdoba – Ferro Carril Oeste 1:0 Miguel A. Rodríguez                                                                              |
| 17 marca 1985  | Deportivo Español – Instituto Córdoba 2:1 Claudio Nigretti, Norberto D’Angelo – Roberto Brunetto                                            |
| 17 marca 1985  | Ferro Carril Oeste – Juventud Antoniana Salta 3:0 Claudio Crocco, José C. Fantaguzzi, Alberto Márcico (k)                                   |

| Poz | Klub                     | Mecze | Zw | Rem | Por | Pkt | BrZd | BrStr |
| --- | ------------------------ | ----- | -- | --- | --- | --- | ---- | ----- |
| 1   | Ferro Carril Oeste       | 6     | 4  | 1   | 1   | 9   | 8    | 2     |
| 2   | Deportivo Español        | 6     | 3  | 1   | 2   | 7   | 9    | 6     |
| 3   | Instituto Córdoba        | 6     | 3  | 0   | 3   | 6   | 9    | 9     |
| 4   | Juventud Antoniana Salta | 6     | 1  | 0   | 5   | 2   | 4    | 13    |

### Faza pucharowa – runda 1
Z fazy grupowej do grupy zwycięzców awansowały po dwa najlepsze kluby. Grupa przegranych utworzona została wstępnie z zespołów, które w fazie grupowej zajęły pozycje 3 i 4 w swoich grupach. Teraz w poszczególnych rundach zespoły przegrane w grupie zwycięzców zachowywały jeszcze szanse na mistrzostwo Argentyny przechodząc do grupy przegranych. Kluby, które przegrały w grupie przegranych odpadały definitywnie z rozgrywek.
| Data          | Mecz |
| ------------- | --- |
| 20 marca 1985 | Boca Juniors – CA Vélez Sarsfield 3:2 Claudio Dykstra, Sergio O. Giachello, Carlos D. Tapia – Jorge L. Gabrich, Jorge A. Comas (k) mecz rozegrany został na stadionie klubu River Plate                                     |
| 20 marca 1985 | Deportivo Español – River Plate 2:1 Jorge A. Vázquez, Norberto D’Angelo (k) – Luis A. Amuchástegui mecz rozegrany został na stadionie klubu Atlanta                                                                         |
| 20 marca 1985 | Ferro Carril Oeste – Unión Santa Fe 1:0 José C. Fantaguzzi |
| 20 marca 1985 | Independiente – Santamarina Tandil 3:1 José A. Percudani (2), Gerardo M. Reinoso – Juan P. Gauna |
| 20 marca 1985 | Newell’s Old Boys – Chacarita Juniors 0:0 |
| 20 marca 1985 | San Lorenzo de Almagro – Argentinos Juniors 2:2 Rubén D. Insúa (k), Silvano Espíndola – Jorge Olguín (k), Carlos Ereros mecz rozegrany został na stadionie klubu Vélez Sarsfield                                            |
| 20 marca 1985 | San Martín Tucumán – Estudiantes Río Cuarto 4:2 Humberto D. Gutiérrez (2), José L. Román, Pedro P. Robles – Sergio D. Coleoni (2, 1k)                                                                                       |
| 20 marca 1985 | Talleres Córdoba – Estudiantes La Plata 1:1 José L. Pocchetino – Marcelo Trobbiani mecz rozegrany został na stadionie Estadio Córdoba                                                                                       |
| 24 marca 1985 | Argentinos Juniors – San Lorenzo de Almagro 1:0 Carlos Ereros mecz rozegrany został na stadionie klubu Ferro Carril Oeste Awans: Argentinos Juniors                                                                         |
| 24 marca 1985 | Chacarita Juniors – Newell’s Old Boys 1:2 Jorge W. Theiler s – Sergio O. Almirón, Arile Paolorossi mecz rozegrany został na stadionie klubu Villa Dálmine Awans: Newell’s Old Boys                                          |
| 24 marca 1985 | Estudiantes Río Cuarto – San Martín Tucumán 0:0 mecz rozegrany został na stadionie Estadio Ciudad de Río Cuarto Awans: San Martín Tucumán                                                                                   |
| 24 marca 1985 | Estudiantes La Plata – Talleres Córdoba 3:1 José R. Iglesias, Claudio Gugnali, Abel E. Herrera – Abel E. Herrera s Awans: Estudiantes La Plata                                                                              |
| 24 marca 1985 | Santamarina Tandil – Independiente 2:3 Atilio Portugal, Fernando Puggioni – Jorge L. Clara, José A. Percudani, Ricardo Bochini mecz rozegrany został na stadionie Estadio Municipal General San Martín Awans: Independiente |
| 24 marca 1985 | River Plate – Deportivo Español 5:0 Norberto Alonso (k), Luis A. Amuchástegui (2), Ricardo Gareca, Jorge Villazán Awans: River Plate                                                                                        |
| 24 marca 1985 | Unión Santa Fe – Ferro Carril Oeste 1:2 Fernando H. Alí – Alberto Márcico, Esteban F. González Awans: Ferro Carril Oeste |
| 24 marca 1985 | CA Vélez Sarsfield – Boca Juniors 2:0 Jorge L. Gabrich, Jorge A. Comas Awans: CA Vélez Sarsfield |

| Data          | Mecz |
| ------------- | --- |
| 20 marca 1985 | Altos Hornos Zapla Palpalá – Argentino Santa Fe 2:0 Horacio Zingariello, Di Benedetti mecz rozegrany został na stadionie Estadio Centro Siderúrgico |
| 20 marca 1985 | Cipolletti – Instituto Córdoba 0:0 |
| 20 marca 1985 | Belgrano Córdoba – Huracán Las Heras 2:1 Abel D. Blasón, Jorge Gáspari – Mario R. Moyano |
| 20 marca 1985 | Central Norte Salta – Círculo Deportivo Comandante Nicanor Otamendi 0:0 mecz rozegrany został na stadionie klubu Juventud Antoniana |
| 20 marca 1985 | Gimnasia y Esgrima La Plata – Juventud Antoniana Salta 3:0 Carlos A. Carrió, Osvaldo Vargas Gómez, Norberto H. Toledo |
| 20 marca 1985 | Guaraní Antonio Franco Posadas – CA Platense 0:0 |
| 20 marca 1985 | CA Huracán – Racing Córdoba 2:1 Claudio O. García, Claudio Morresi (k) – Pascual A. Noriega |
| 20 marca 1985 | Juventud Alianza Santa Lucía – CA Temperley 4:3 Juan A. Torletti, Aldo G. Rodríguez, Darío Giuliani, Rubén S. Ceballos – Adriano T. C. Mendes, Miguel A. Ballejo, Mario Finarolli mecz rozegrany został na stadionie klubu San Martín                               |
| 24 marca 1985 | Argentino Santa Fe – Altos Hornos Zapla Palpalá 2:1 Julián E. Infantino, Edgardo Meubry – Jorge H. Bacas Awans: Altos Hornos Zapla Palpalá |
| 24 marca 1985 | Círculo Deportivo Comandante Nicanor Otamendi – Central Norte Salta 2:3 Alberto D. Rodríguez, Mario L. Vera (k) – Octavio Macaione, Walter A. Maladot, Ramón O. Viera mecz rozegrany został na stadionie Estadio Ciudad de Mar del Plata Awans: Central Norte Salta |
| 24 marca 1985 | Huracán Las Heras – Belgrano Córdoba 3:1 Marcelo Bachino, Marcelino Blanco, Mario R. Moyano – Julio C. Villagra mecz rozegrany został na stadionie Estadio Malvinas Argentinas Awans: Huracán Las Heras                                                             |
| 24 marca 1985 | Instituto Córdoba – Cipolletti 3:1 Miguel A. Rodríguez, Rodolfo C. Rodríguez, Alberto Beltrán – Jorge L. Giner Awans: Instituto Córdoba |
| 24 marca 1985 | Juventud Antoniana Salta – Gimnasia y Esgrima La Plata 1:0 Rodolfo Garnica Awans: Gimnasia y Esgrima La Plata |
| 24 marca 1985 | CA Platense – Guaraní Antonio Franco Posadas 1:0 Sergio Bufarini Awans: CA Platense |
| 24 marca 1985 | Racing Córdoba – CA Huracán 1:1(dog) Víctor H. Ferreira – Néstor J. Candedo Awans: CA Huracán |
| 24 marca 1985 | CA Temperley – Juventud Alianza Santa Lucía 4:1(dog) Miguel A. Ballejo, Oscar A. Moris (2, 2k), Saverio Valente – Aldo G. Rodríguez Awans: CA Temperley |

### Faza pucharowa – runda 2
| Data          | Mecz |
| ------------- | --- |
| 30 marca 1985 | San Martín Tucumán – Argentinos Juniors 0:2 José A. Castro, Carlos Ereros mecz rozegrany został w mieście Córdoba na stadionie Estadio Córdoba                |
| 31 marca 1985 | Ferro Carril Oeste – Independiente 3:0 Alberto Márcico (2), José C. Fantaguzzi mecz rozegrany został na stadionie klubu Vélez Sarsfield                       |
| 31 marca 1985 | Newell’s Old Boys – CA Vélez Sarsfield 1:2(dog) Sergio O. Almirón – Jorge A. Comas, José L. Cuciuffo mecz rozegrany został na stadionie klubu Sarmiento Junín |
| 31 marca 1985 | River Plate – Estudiantes La Plata 2:0 Ricardo Gareca (2, 1k) mecz rozegrany został na stadionie klubu Independiente                                          |

| Data          | Mecz |
| ------------- | --- |
| 31 marca 1985 | Estudiantes Río Cuarto – CA Temperley 0:1 Mario Finarolli mecz rozegrany został na stadionie klubu Ferro Carril Oeste General Pico |
| 31 marca 1985 | Deportivo Español – Gimnasia y Esgrima La Plata 2:0 Luis R. Moreno, Claudio Nigretti mecz rozegrany został na stadionie klubu Independiente |
| 31 marca 1985 | Boca Juniors – Altos Hornos Zapla Palpalá 3:1 Julio J. Olarticoechea, Alfredo Graciani, Claudio Dykstra – Enrique Borneman mecz rozegrany został na stadionie klubu Huracán |
| 31 marca 1985 | Chacarita Juniors – CA Huracán 0:0(dog), karne 4:3 karne: Osvaldo J. Pereyra (+), Roberto G. Marioni (+), Sergio A. Escudero (+), Luis Abramovich (+), Gustavo Yalvé (-) – Claudio Morresi (+), Christian Angeletti (+), Marcelo Bottari (+), Claudio O. García (obronił Juan C. Benítez), Jorge O. Arbelo (obronił Juan C. Benítez) mecz rozegrany został na stadionie klubu Atlanta |
| 31 marca 1985 | Santamarina Tandil – Central Norte Salta 1:1(dog), karne 2:4 Atilio Portugal – Walter A. Maladot karne: Ricardo J. Casado (+), Juan P. Gauna (+), Rubén A. Conti (obronił Raúl A. Zurita), Rodolfo Erviti (obronił Raúl A. Zurita) – Roberto R. Godoy (+), Walter A. Maladot (+), Ramón O. Barrios (+), Octavio R. Fontana (+), Rubén O. Favret (obronił José L. Ducca) mecz rozegrany został na stadionie klubu Juventud Antoniana |
| 31 marca 1985 | San Lorenzo de Almagro – Huracán Las Heras 3:3(dog), karne 3:2 Silvano Espíndola, Walter Perazzo (2) – Marcelo Bachino (k), Giraudo, Ricardo Próstamo karne: Silvano Espindola (+), Rubén Insúa (+), Walter Perazzo (+), Jorge A. García (obronił Luis H. Galán), Leonardo C. Madelón (obronił Luis H. Galán) – José A. Bravo (+), Mario R. Moyano (+), Ricardo Próstamo (obronił José L. F. Chilavert), Marcelo Bachino (obronił José L. F. Chilavert), José O. Berta (obronił José L. F. Chilavert) mecz rozegrany został na stadionie Estadio Ciudad de Río Cuarto |
| 31 marca 1985 | Talleres Córdoba – Instituto Córdoba 0:4 Omar J. Beccerica s, Oscar Dertycia (2), Osvaldo Mattei mecz rozegrany został na stadionie Estadio Córdoba |
| 31 marca 1985 | Unión Santa Fe – CA Platense 3:0 Juan R. Comas (2), Fernando H. Alí mecz rozegrany został na stadionie klubu 12 de Octubre w mieście San Nicolás de los Arroyos |

### Faza pucharowa – runda 3
| Data            | Mecz |
| --------------- | --- |
| 7 kwietnia 1985 | Ferro Carril Oeste – Argentinos Juniors 0:3 Sergio Batista, Pedro P. Pasculli, Carlos Ereros mecz rozegrany został na stadionie klubu CA Vélez Sarsfield |
| 7 kwietnia 1985 | CA Vélez Sarsfield – River Plate 3:0 Jorge A. Comas (3) mecz rozegrany został na stadionie klubu Huracán                                                 |

| Data            | Mecz |
| --------------- | --- |
| 7 kwietnia 1985 | Central Norte Salta – Unión Santa Fe 0:0(dog), karne 1:3 karne: Gustavo E. Mompó (+), Roberto R. Godoy (-), Walter A. Maladot (-), Orlando Antonio Carrazana (obronił José D. Morón) – Jorge J. Gutiérrez (+), Marcos Capocetti (+), Luis Abdeneve (+) mecz rozegrany został na stadionie klubu Altos Hornos Zapla Palpalá                                                                                       |
| 7 kwietnia 1985 | Chacarita Juniors – San Lorenzo de Almagro 2:0(dog) Carlos I. Olarán, Amadeo Gasparini mecz rozegrany został na stadionie klubu Ferro Carril Oeste |
| 7 kwietnia 1985 | Estudiantes La Plata – Deportivo Español 1:1(dog), karne 6:5 Guillermo Trama – José L. Rodríguez karne: Guillermo Trama (+), José R. Iglesias (+), Alfredo Llane (+), Julián Camino (+), Claudio Gugnali (+), Abel E. Herrera (+), Marcelo Trobbiani (-) – Fernando Donaires (+), Luis R. Moreno (+), Carlos A. Acuña (+), Lorenzo O. Ojeda (+), Néstor Sassone (+), Norberto D’Angelo (-), Guillermo Zárate (-) |
| 7 kwietnia 1985 | Independiente – Boca Juniors 1:0 Alejandro Barberón mecz przerwany w 85 minucie – wynik zachowano |
| 7 kwietnia 1985 | Newell’s Old Boys – CA Temperley 2:1 Sergio O. Almirón (k), Ariel Cozzoni – Mario Finarolli |
| 7 kwietnia 1985 | San Martín Tucumán – Instituto Córdoba 0:0(dog), karne 4:1 karne: Roque R. Martínez (+), Humberto D. Gutiérrez (+), Alfredo S. Juárez (+), Pedro P. Robles (+) – Oscar Dertycia (+), Miguel A. Rodríguez (-), Rodolfo C. Rodríguez (-) |

Clasificados a la Final de la Ronda de Ganadores: Argentinos Juniors y Vélez Sarsfield.
Clasificados a la Quinta Fase (Ronda de Perdedores): Ferro Carril Oeste y River Plate.

### Faza pucharowa – runda 4
| Data          | Mecz |
| ------------- | --- |
| 9 lipca 1985  | Argentinos Juniors – CA Vélez Sarsfield 2:0 Mario H. Videla, Sergio Batista mecz rozegrany został na stadionie klubu Boca Juniors |
| 17 lipca 1985 | CA Vélez Sarsfield – Argentinos Juniors 2:0(dog), karne 2:4 Jorge A. Comas, Juan J. Meza karne: Mario Vanemerak (+), Eduardo Hernández (+), Jorge A. Comas (-), Oscar A. Gissi (-) – Jorge M. Olguín (+), Sergio Batista (+), Mario H. Videla (+), Juan J. López (+) |

Mistrzem grupy zwycięzców został klub Argentinos Juniors.
| Data          | Mecz |
| ------------- | --- |
| 10 lipca 1985 | Chacarita Juniors – Newell’s Old Boys 0:1 Gustavo A. Dezotti mecz rozegrany został na stadionie klubu Rosario Central |
| 10 lipca 1985 | Estudiantes La Plata – San Martín Tucumán 1:0 Guillermo Trama mecz rozegrany został w mieście Córdoba na stadionie Estadio Córdoba |
| 10 lipca 1985 | River Plate – Unión Santa Fe 1:0 Luis A. Amuchástegui |
| 10 lipca 1985 | Ferro Carril Oeste – Independiente 0:0(dog), karne 2:4 karne: Oscar Garré (+), Héctor Cúper (+), José C. Fantaguzzi (obronił Carlos Goyén), Carlos Arregui (-) – Sergio Merlini (+), Gerardo M. Reinoso (+), Carlos A. Enrique (+), Néstor Clausen (+) |

### Faza pucharowa – runda 5
| Data          | Mecz |
| ------------- | --- |
| 17 lipca 1985 | River Plate – Estudiantes La Plata 4:1 Enzo Francéscoli (k), Roque R. Alfaro, Luis Amuchástegui (2) – José D. Ponce (k) mecz rozegrany został na stadionie klubu Ferro Carril Oeste |
| 24 lipca 1985 | Independiente – Newell’s Old Boys 0:2 Sergio O. Almirón (k), Gustavo A. Dezotti mecz rozegrany został na stadionie klubu Ferro Carril Oeste                                         |

### Faza pucharowa – runda 6
| Data          | Mecz |
| ------------- | --- |
| 31 lipca 1985 | River Plate – Newell’s Old Boys 2:0 Enzo Francéscoli (k), Luis A. Amuchástegui mecz rozegrany został na stadionie klubu Vélez Sarsfield |

### Faza pucharowa – runda 7
| Data            | Mecz |
| --------------- | --- |
| 7 sierpnia 1985 | CA Vélez Sarsfield – River Plate 2:1 Pedro Larraquy, Jorge A. Comas – Enzo Francéscoli mecz rozegrany został na stadionie klubu Huracán |

Mistrzem grupy przegranych został klub CA Vélez Sarsfield.

### Finał
| Data             | Mecz |
| ---------------- | --- |
| 28 sierpnia 1985 | Argentinos Juniors – CA Vélez Sarsfield 1:1(dog), karne 3:4 Claudio Borghi – Pedro Larraquy karne: Sergio Batista (+), Mario H. Videla (+), Juan J. López (+), José A. Castro (obronił Carlos F. Navarro Montoya), Jorge Pellegrini (obronił Carlos F. Navarro Montoya) – Pedro Larraquy (+), Jorge L. Gabrich (+), José L. Cuciuffo (+), Mario B. Lucca (+), Eduardo Hernández (obronił Enrique B. Vidallé) mecz rozegrany został na stadionie klubu River Plate |

Gdyby pierwszy mecz wygrał klub Argentinos Juniors, jako mistrz grupy zwycięzców już w tym momencie byłby mistrzem Argentyny. Ponieważ przegrał, rozegrany został drugi, decydujący o mistrzostwie Argentyny mecz.
| Data            | Mecz |
| --------------- | --- |
| 4 września 1985 | CA Vélez Sarsfield – Argentinos Juniors 1:2 Jorge A. Comas – José A. Castro, Sergio D. Batista mecz rozegrany został na stadionie klubu River Plate |

Mistrzem Argentyny został klub Argentinos Juniors.